# Батарейка «Крона»

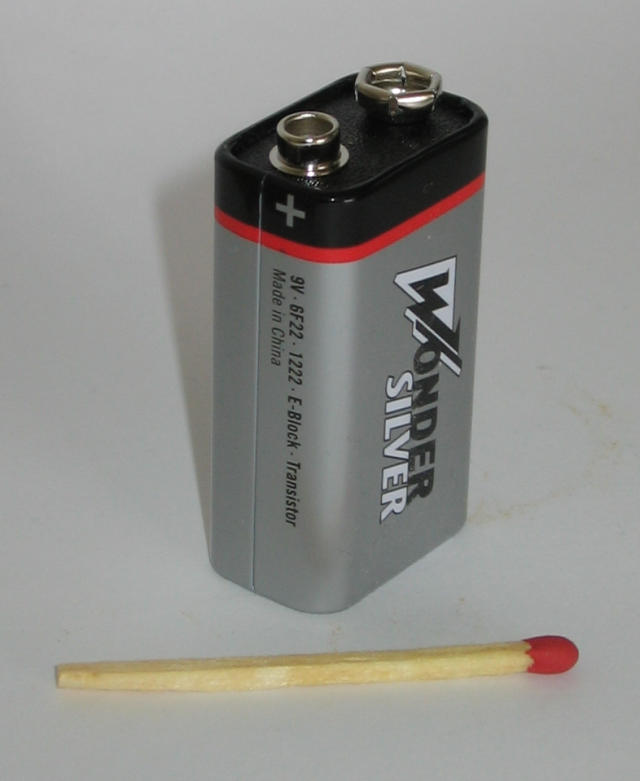
Батарейка типу «Крона».

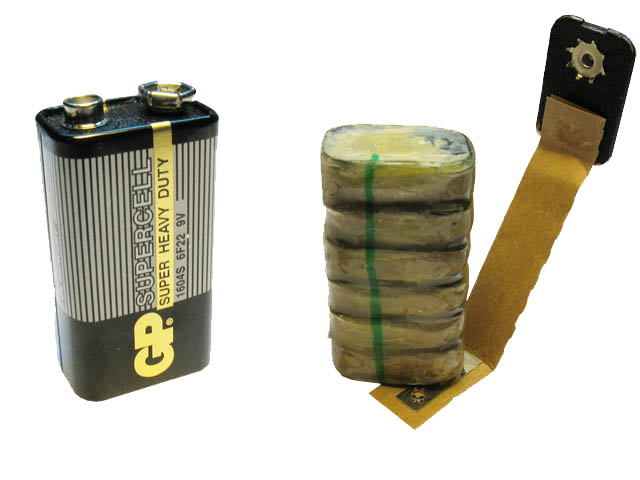
Будова батарейки «Крона» сольового типу.

Батарейка «Крона» (інші назви 6F22, 6LR61, PP3, Корунд, ER9V) — типорозмір батарейок. Назва походить від марки вугільно-марганцевих батарейок «Крона» цього типорозміру, які випускалися в СРСР.

## Технічні характеристики
- Розміри: 48,5 мм × 26,5 мм × 17,5 мм.
- Маса зазвичай становить близько 53 грамів.
- Напруга — 9 В.
- Типова ємність лужної батарейки — 625 мА•год.

Батарея типу «Крона» має паспортну ємність 0,5 А•год.
Існують акумулятори такого формфактора. При робочій напрузі у 8,4 В, щойнозаряджений акумулятор здатний короткий час видавати 11,5 В і вище, що зумовлено особливостями Ni-MH акумуляторних елементів, з яких складається акумуляторна батарея.
Звичайні одноразові батареї «Крона», на відміну від хімічних елементів живлення інших типів, допускали обмежену кількість дозарядок, хоча це і не рекомендувалося виробником, тому в багатьох журналах і книгах, наприклад, в «Енциклопедії юного техніка» 1977 року публікувалися схеми зарядних пристроїв, що видавали струм особливої форми. Подібні схеми мали деяку популярність у зв'язку з дефіцитом батарей.

## Історія
Історично склалося, що популярний зараз розмір батареї PP3 входив до серії акумуляторів PP (Power Pack), яка спочатку була виготовлена компанією Ever Ready у Великій Британії та Eveready у Сполучених Штатах. Компанія стверджує, що вона представила акумулятор PP3 в 1956 році [6], а потім була додана як стандарт ANSI в 1959 році, відомий зараз як ANSI-1604A.  Серія акумуляторів PP (Power Pack) складалася з
PP1 6 вольтів 4 Аг (глибина: 55,6 мм. Ширина: 65,1 мм. Висота: 55,6 мм)
PP3 9 вольтів 0,5Ah (глибина: 17,5 мм. Ширина: 26,5 мм. Висота: 48,5 мм)
PP4 9 вольтів 0,9 Аг (довжина: 49,8 мм -41,5 мм зовнішні контакти, діаметр 25,8 мм)
PP6 9 вольтів 1Ah (глибина: 34,1 мм. Ширина: 35,7 мм. Висота: 69,9 мм)
PP7 9 вольтів 2.5Ah (глибина: 46 мм. Ширина: 46 мм. Висота: 63 мм)
PP8 6 вольтів 15 Аг (глибина: 55 мм. Ширина: 61 мм. Висота: 200 мм)
PP9 9 вольтів 5 Аг (глибина: 51,5 мм. Ширина: 65 мм. Висота: 80 мм)
PP10 9 вольтів 15 А (глибина: 66 мм. Ширина: 65 мм. Висота: 267 мм)
PP11 4 термінал, два ізольованих акумуляторів 4,5 В. 5Ah (глибина: 51,5 мм. Ширина: 65 мм. Висота: 91 мм)
Сьогодні все ще можна придбати лише розміри PP3 (найменший розмір 9 В), PP6, PP7 та PP9, при цьому PP3 є надзвичайно поширеним явищем. Сучасні акумулятори можуть мати більшу місткість і менший внутрішній опір, ніж оригінали.
Ранні транзисторні радіостанції та інше обладнання потребували відповідного мініатюрного акумулятора. Вони використовували акумулятори на 22 1⁄2 вольти. Хоча теоретично транзистори працювали б від нижчих напруг. Однак відповідна мініатюрна батарея вже продавалася для слухових апаратів. Оскільки транзистори швидко вдосконалювались, особливо коли були введені сплавлені транзистори, радіостанції могли працювати від нижчих напруг, а виробники акумуляторів вводили відповідні батареї у міру виникнення попиту.
PP3 (фізично ідентичний 6LR61 або 1604A) з’явився тоді, коли переносні транзисторні радіостанції стали поширеними, і деякі виробники досі називають їх «транзисторною» батареєю.

## Типи «Крон»
- Марганцево-цинкові сольові, 6 елементів
- Лужні, 6 елементів
- Літій-залізосульфідні, 6 елементів
- Марганцево-літієві, 3 елементи
- Повітряно-цинкові («Крона ВЦ»), 6 елементів
- Літій-тіоніл-хлоридні

Багаторазові (акумулятори):
- Ni-Cd 150 мА•г
- Ni-MH 175—300 мА•г
- Li-ION 350—700 мА•г

## Конструктивне виконання
У СРСР випускалися як звичайні вугільно-марганцеві батареї цього типорозміру, так і лужні, які коштували дорожче і називалися «Корунд».
Конструктивне виконання — з прямокутних галетних елементів. Застосовувався металевий корпус з лудженої жерсті, контактний майданчик і дно з гетинаксу або пластику.